# Jak–9
A Jak–9 (oroszul Як–9) szovjet együléses vadászrepülőgép volt a második világháborúban. A Jakovlev-tervezőirodában a háborús időszakban kifejlesztett repülőgépek közül a Jak–9-est gyártották a legnagyobb példányszámban. Bemutatkozására a sztálingrádi csatában került sor. A típust könnyű kezelhetőség és jó teljesítménymutatók jellemezték. Magyarországon 1949-ben rendszeresítették a Jak–9P változatot Vércse néven (52 db-ot).

## Története
A típus a sikeres Jak–7 továbbfejlesztése volt, melynek során hasznosították elődje harci bevetéseinek tapasztalatait. A dúralumínium szélesebb körű alkalmazása könnyebb szerkezetet eredményezett, ami azonban egy sor alapvető változtatást hozott a tervben. A Jak–9-et kétféle szárnnyal, öt különböző motorral, hat különböző üzemanyagtartállyal és hétféle fegyverzettel gyártották.
1942-től 1948-ig 16 769 db Jak–9-et gyártottak. Sorozatgyártását három repülőgépgyár, a 153. sz., a 166. sz. és a 82. sz. repülőgépgyárak végezték. 1949-ben a Szovjetunió néhány szövetséges országnak otthon feleslegessé vált Klimov VK–107 motorral felszerelt Jak–9P (VK–107) változatot szállított, hogy újjá tudják szervezni légierejüket, amit szükségessé tett a berlini válság és a nyugati szövetségesek berlini légihídja okán felvetődött újabb konfrontáció.
A típus nagy hibája a motor kenésének nem megfelelő kialakítása volt. Amennyiben a repülőgép kb. három órát állt, indításkor nem volt kenése hosszú másodpercekig. A légi üzemeltetési utasítás szerint ilyenkor kézzel át kellett forgatni a légcsavart indítás előtt. Ennek ellenére a motor hajlamos volt a leállásra, mert az üzemanyag-adagoló rendszer eltömődhetett (pl. olajszűrő). A háború végétől a szovjet tulajdonban maradt példányokat már nem javították.
Magyarországon 1949-ben rendszeresítették. A szakemberhiány miatt a légierőnél az egykori Magyar Királyi Honvéd Légierő pilótái közül is többet átképeztek a típusra. Az 1950-es évek elején a politikailag megbízhatatlannak minősített pilótákat azonban – a gép műszaki hiányosságaiból eredő meghibásodások ürügyén – koncepciós perek során távolították el. Közülük többeket kivégeztek, vagy bebörtönöztek.

## Típusváltozatok
- Jak–9: Az első sorozatgyártású változat, Klimov M–105PF motorral felszerelve. Fegyverzetét 1 db, a légcsavartengelyen keresztül tüzelő 20 mm SVAK gépágyú, továbbá 1 db, a törzs orr részének bal oldalába beépített 12,7 mm-es, szinkronizált UBSZ géppuska alkotta.
- Jak–9 (M–106): Klimov M–106–1S típusú motorral szerelt változat. A motor megbízhatatlansága miatt ez az altípus sosem került sorozatgyártásra.
- Jak–9T: Harckocsivadász változat, amely egy 20 mm-es belövőgéppuskával és egy Nugyelman–Szuranov-féle 37 mm-es NSZ–37 ágyúval volt felfegyverezve. A 37 mm-es gépágyú nagyon nagy visszalökő erő is volt így a gép szétesésének megakadályozása érdekében 350 k/ph felett tilos volt vele tüzelni. A pilótakabin 40 cm-rel hátrébb került a nehéz orr-rész miatt. Az ágyú lövedéke akár a 48 mm-es páncélzatot is képes volt átütni. Története során azonban nemcsak harckocsik, hanem a Fekete-tengeren tartózkodó német hadihajók ellen is hatásosan vetették be.
- Jak–9TK: A Jak–9T altípus megnövelt tűzerejű változata, amelyben az NSZ–37-et a 45 mm-es NSZ–45 gépágyú váltotta, valamint a 20 mm-es belövőgéppuskát 23 mm-esre cserélték. A típus csak prototípusként létezett.
- Jak–9D: Megnövelt hatótávolságú változat. Üzemanyagtartálya 650 literes, hatótávolsága 1360 km volt. 20 mm-es gépágyúkat használt. 3028 darab hagyta el a szerelő sorokat  a 2. világháborúban.
- Jak–9TD: Megnövelt hatótávolságú vadászbombázó változat. Fegyverzetét NSZ–37-es ágyú, valamint a szárnyfelek alatt elhelyezett összesen 4 db 50 kg-os bomba alkotta.
- Jak–9B: Vadászbombázó változat a Jak–9D típusból kifejlesztve. 1944-ben repült először, a típusnál a pilótaülés mögött 4 db függőleges csövet építettek be. A csövek mindegyikében 1-1 100 kg-os bomba volt elhelyezve. A bombákat egyenként lehetett a földi célpontok fölé repülve kioldani. Pontosság és hatékonyság jellemezte a típust.
- Jak–9M: A Jak–9D altípus 40 cm-rel hátratolt pilótafülkével (hasonlóan mint a Jak–9T altípusnál).
- Jak–9M PVO: A Szovjet Honi Légvédelem (Protyivo-vozdusnaja Oborona, PVO) számára kifejlesztett altípus Klimov VK–105PF2 motorral, rádiós és navigációs felszereléssel, valamint keresőfénnyel az éjszakai bevetésekhez.
- Jak–9DD – Nagy hatótávolságú kísérő vadász változat. Üzemanyagtartálya 880 literes, hatótávolsága 2200 km volt.
- Jak–9R: Felderítő változat.
- Jak–9S: Gyenge fegyverzete miatt csak prototípusként létezett. Klimov VK–105PF motorral, új légcsavarral. Fegyverzetét 1 db 23 mm-es NSZ–23 ágyú, valamint 2 db 20 mm-es Berezin B–20 ágyú alkotta.
- Jak–9U: Klimov M–105PF típusú, erősebb motorral és 20 mm-es SVAK gépágyúval szerelt változat. A nagyobb motorméret miatt a pilótafülkét hátrébb helyezték és az olajhűtő az orrból a szárnyba került. Kiváló manőverezőképesség és 713 km/h óra csúcssebesség jellemezte. Minden paraméterében méltó ellenfele volt az amerikai P–51 Mustang vadászoknak.
- Jak–9U (VK–107): A Jak–9U alaptípus Klimov VK–107 típusú motorral szerelt változata.
- Jak–9UV: 2 üléses gyakorló-kiképző változat. Nem gyártották sorozatban.
- Jak–9UT: A Jak–9U (VK–107) típus megnövelt tűzerejű változata 37 mm-es N–37 ágyúval és 2 db 20 mm Berezin B–20 gépágyúval szerelve.
- Jak–9P: 1946-ban bemutatott változat. A Jak–9U altípus modernizált műszerezettséggel felszerelt változata volt, már teljesen fémből készült szárnyakkal. A Jak–9P típus csak prototípusként létezett a gyenge fegyverzete (1 db 20 mm-es SVAK gépágyú) miatt.
- Jak–9P (VK–107): Klimov VK–107 típusú motorral és 2 db 20 mm-es SVAK gépágyúval szerelt változat.
- Jak–9PD: Klimov M–105PD, később Klimov M–106PV motorral szerelt nagymagassági elfogóvadász. A német Junkers Ju 86R felderítőgépek elfogására tervezett típus. Fegyverzetét 1 db 20 mm-es SVAK gépágyú alkotta a gép súlyának csökkentése érdekében.
- Jak–9V: Kétszemélyes gyakorló-kiképző vadászgép a Jak–9T-ből, illetve Jak–9M-ből lett kialakítva. Klimov VK–105PF2 motorral és 1 db SVAK gépágyúval motortengelyben. Próbáira 1945 április 10–17. között került sor. A Jak–9V 1945. augusztusától 1947 augusztusáig volt sorozatgyártásban. Összesen 793 darab készült, ebből 456 újként, 337-et Jak–9M-ből építettek át.

Az 1990-es évek elején a Jakovlev cég kis sorozatban elkezdte a Jak–9 és Jak–3 modellek gyártását eredeti második világháborús felszereléssel és Allison V–1710 motorral.

## Műszaki adatok
| Adatok                            | |
| Első felszállás:                  | 1942 |
| Hadrendbe állítás:                | 1942 október |
| Legyártott darabszám:             | 16 769 |
| Gyártó:                           | A. S. Jakovlev tervezőirodája |
| Jellemzői                         | |
| Személyzet:                       | 1 fő (gyakorló-oktató változatnál 2 fő) |
| Legnagyobb sebesség földközelben: | 520-??? km/h (típustól függően) |
| Legnagyobb sebesség:              | 599–713 km/h (típustól függően) |
| Gyakorlati csúcsmagasság:         | 11 100-13 500 m (típustól függően) |
| Emelkedési sebesség:              | 820-??? m/perc (típustól függően) |
| Hatótávolság:                     | 840–2200 km (típustól függően) |
| Méretek                           | |
| Hossz:                            | 8,54-8,7 m (típustól függően) |
| Magasság:                         | 3,0 m |
| Fesztávolság:                     | 9,74 m |
| Szárnyfelület:                    | 17,15 m² |
| Tömeg                             | |
| Üres tömeg:                       | 2277–2750 kg (típustól függően) |
| Felszálló tömeg:                  | 2873–3200 kg (típustól függően) |
| Hajtómű                           | |
| Motorok:                          | 1 db 12 hengeres Klimov VK-105; Klimov VK-107,Klimov M-106 és ezen modellek altípusai (típustól függően) |
| Teljesítmény:                     | 1180-1650 LE (motortípustól függően) |
| Fegyverzet:                       | Típustól függően 20 mm-es SVAK 100 lőszerrel; 2 db 12,7 mm-es BSZ 250-250 lőszerrel; 4 db 50 kg-os bomba; 4 db 100 kg-os bomba; légcsavaragyon keresztül tüzelő 37 mm-es NSZ-P37 gépágyú, 32 lőszerrel; 45 mm-es gépágyú; néhány repülőgépen a légcsavaragyon keresztül tüzelő 12,7 mm-es BS. |
| Lőszer:                           | gépágyú 90-170 db (típustól függően) |
|                                   | géppuska 200-250 db (típustól függően) |
|                                   | |

## Üzemeltető országok
- Albánia
- Bulgária
- Kína
- Franciaország
- Magyarország: 52 darab Jak–9P repülőgépet rendszeresítettek „Vércse” néven, 1949 őszétől a Kecskemétre települt repülőezred állományába kerültek.[2]
- Mongólia
- Észak-Korea
- Lengyelország
- Szovjetunió
- Egyesült Királyság: Bulgáriától zsákmányolt néhány gép
- Amerikai Egyesült Államok: néhány a koreai háború során zsákmányolt gép
- Jugoszlávia